# Neoepedanus fokiensis
Neoepedanus fokiensis is een hooiwagen uit de familie Epedanidae.